# Neozephyrus sachalinensis
Neozephyrus sachalinensis är en fjärilsart som beskrevs av Matsumura 1928. Neozephyrus sachalinensis ingår i släktet Neozephyrus och familjen juvelvingar. Inga underarter finns listade i Catalogue of Life.